# Džoni Novak
Pour les articles homonymes, voir Novak.
Džoni Novak (né le 4 septembre 1969 à Ljubljana) est un footballeur slovène qui évoluait au poste de milieu de terrain. Au cours de sa carrière, il est successivement international yougoslave, puis slovène.

## Biographie

### En sélection
Il fait sa première apparition dans l'équipe yougoslave en juin 1991 mais fait ses débuts le 8 août 1991 contre la Tchécoslovaquie. Sa dernière participation avec l'équipe yougoslave a lieu le 25 mars 1992 contre les Pays-Bas.
À la suite de l'éclatement de l'État fédéral yougoslave, il intègre l'équipe slovène et joue son premier match en tant qu'international slovène le 7 novembre 1992 contre Chypre.
Il participe à l'Euro 2000 puis à la coupe du monde 2002 avec la Slovénie.

## Palmarès
Partizan Belgrade
- Vainqueur de la Coupe de Yougoslavie en 1992

 Olimpija Ljubljana
- Champion de Slovénie en 1994 et 1995
- Vainqueur de la Coupe de Slovénie en 1996
- Vainqueur de la Supercoupe de Slovénie en 1995

 Olympiakos Le Pirée
- Champion de Grèce en 2003